# 原田康
原田 康（はらだ やすし、1950年9月15日 - ）は、日本の実業家。ゼンリン元社長。山口県出身。
1973年に西南学院大学法学部卒業。1973年（昭和48年）西日本相互銀行（現・西日本シティ銀行）に入行。1980年善隣（現・ゼンリン）に転じ、1995年（平成7年）取締役、1997年（平成9年）常務を経て、2001年（平成13年）創業家・第2代目社長大迫忍の後任として、第3代目社長に就任。2008年退任。

## 略歴
- 1973年3月：西南学院大学卒業
- 1973年4月：株式会社西日本相互銀行（現・西日本シティ銀行）入行
- 1980年2月：株式会社善隣入社、1983年7月・ゼンリンに社名変更
- 1988年4月：ゼンリン総務部財務担当部長
- 1989年4月：財務部長
- 1990年4月：経営企画室長
- 1994年4月：人事部長
- 1995年4月：管理本部副本部長兼総務部長・人事部長
- 1995年6月：取締役
- 1997年4月：常務取締役管理部門担当
- 1998年4月：常務取締役営業部門担当
- 1999年6月：常務取締役管理本部長
- 2001年4月：代表取締役社長